# Fremskrittspartiet
De Fremskrittspartiet (FrP) (Nederlands: Vooruitgangspartij) is een Noorse conservatief-liberale politieke partij. Sinds de verkiezingen van 1997 is de FrP de derde grootste partij van het land. Van 1978 tot 2006 was Carl Ivar Hagen partijleider, daarna volgde Siv Jensen hem op.  Sinds 2021 is Sylvi Listhaug de partijleider.
Aanvankelijk is de FrP in 1973 ontstaan uit aan anti-belastingsbeweging, maar in de loop van haar geschiedenis is zij ook gaan pleiten voor een inkrimping van de overheidsuitgaven en de bureaucratie en voor een strengere immigratiepolitiek. Gedurende lange tijd heeft elke andere Noorse partij samenwerking met de FrP in een coalitie geweigerd. Op 16 oktober 2013 trad de Fremskrittspartiet echter toe tot de rechtse coalitie van Erna Solberg en nam zodoende voor de eerste keer in de Noorse parlementaire geschiedenis deel aan een regering.

## Geschiedenis

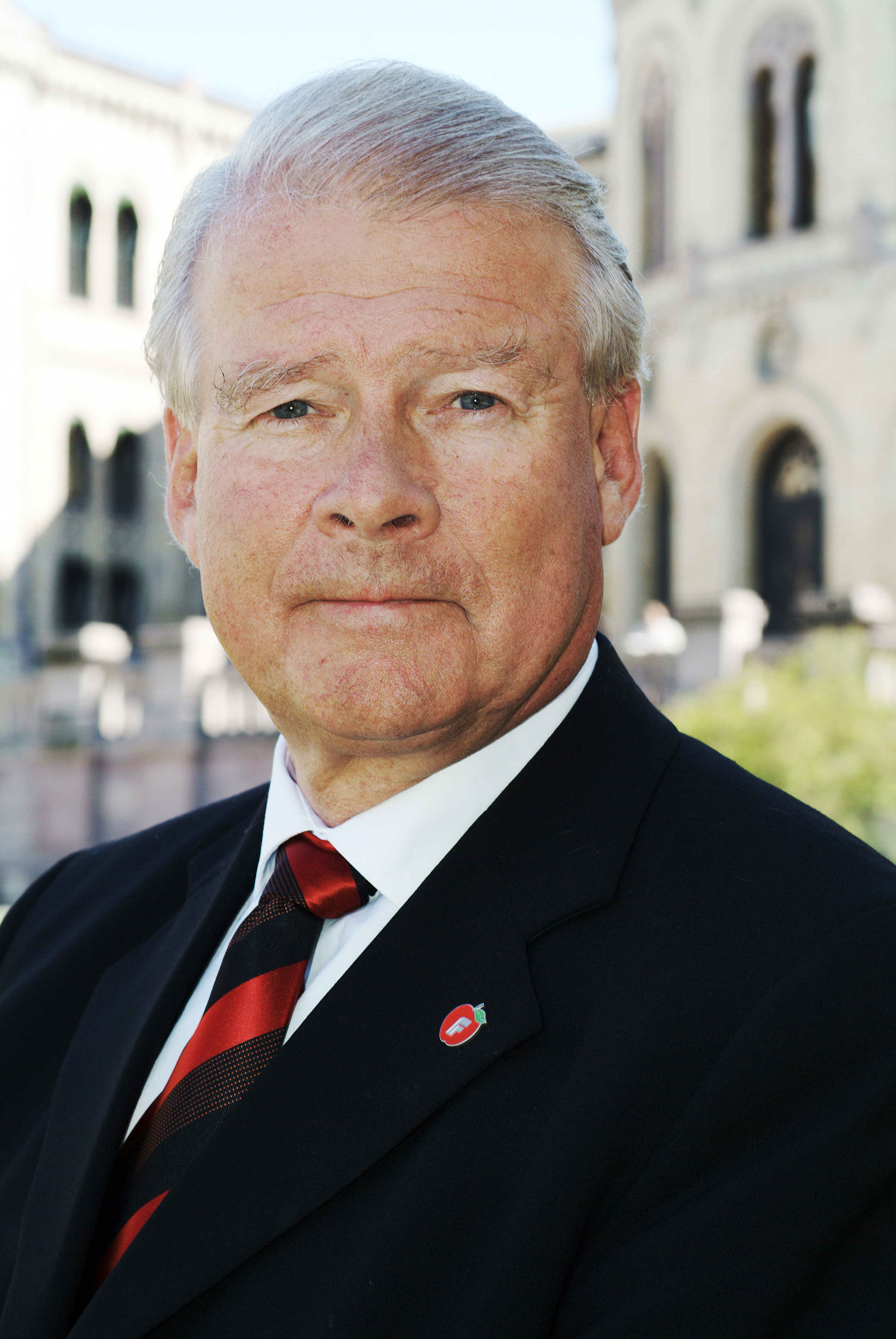
Carl I. Hagen

### Anti-belastingen wordt anti-immigratie (1973-1990)
De voorloper van de Fremskrittspartiet ontstaat op 8 april 1973 in Oslo. In een filmzaal houdt Anders Lange een toespraak. De daar gevormde partij is vernoemd naar laatstgenoemd politicus: de Anders Lange Partij (ALP). De ALP is aanvankelijk een partij die de Noorse belastingen veel te hoog vindt. (7 en 11) Bij de verkiezingen van 1973 valt een dergelijk populistisch thema in de smaak: De ALP haalt meteen 5% van de stemmen en vier zetels in het Storting (het Noorse parlement).
In 1974 stapt Hagen uit de ALP om de Reformpartiet (Hervormingspartij) te vormen, die geen lang leven beschoren zal zijn. In datzelfde jaar overlijdt Anders Lange. De Reformpartiet smelt opnieuw samen met de ALP en de nieuwe partij heet voortaan de Fremskrittspartiet (FrP). Voor de naam laat men zich inspireren door de Deense Fremskridtspartiet. Bij de stembusgang van 1977 doet de FrP het slecht en behaalt ze geen zetels in het parlement. Een jaar later wordt Hagen gekozen tot partijleider.
Bij de verkiezingen van 1983 komt de FrP komt terug in het parlement in met vier zetels. In die periode zit rechts in het algemeen in de lift in Noorwegen. In hetzelfde jaar nog neemt de FrP voor het eerst een partijideologie aan: voortaan is het een libertaristische partij. De verkiezingen van 1985 bezorgen de partij een verlies van twee zetels. Desondanks wordt de partij sterker dan voorheen en zit ze op de wip tussen meerderheid en oppositie. Het volgende jaar al wendt ze haar macht aan en wipt ze de conservatieve minderheidsregering uit het zadel.
De lokale verkiezingen van 1987 verdubbelt de aanhang tot iets meer dan 12%. Met de daaropvolgende verkiezingen (1989) komt daar nog ongeveer een procentpunt bij. De FrP is dan de derde grootste partij van Noorwegen.

### Interne problemen en de electorale gevolgen (1990-2003)
De parlementsverkiezingen in 1993 halveert het aantal stemmen voor de FrP. Daar zijn interne discussies tussen Hagen en de libertijnse pool niet vreemd aan, net als de onduidelijke partijlijn ten opzichte van een eventueel Noors lidmaatschap van de Europese Unie. Veel libertijnen verlaten de partij al voor 1993, maar het conflict met hen die gebleven zijn bereikt pas in 1994 zijn hoogtepunt. In een hotel in Telemark stelt Hagen een ultimatum aan vier parlementairen: of ze bekeren zich tot de partijlijn, of ze trekken zich terug. Het laatste scenario voltrekt zich. Een splinterpartij ziet het levenslicht, maar goed doet die het niet.
Ondertussen krijgt de FrP een meer rechts profiel mee, wat de partij geen windeieren legt. De slechte resultaten lijken achter de rug te liggen wanneer men zich in 1995 opnieuw op het niveau van 1987 bevindt. Het thema immigratie heeft zijn werk gedaan en doet het nog steeds. Dat blijkt wanneer in 1997 de FrP 15,3% van de stemmen behaalt en daarmee de tweede grootste partij van Noorwegen wordt.
De verkiezingen van 2001 zouden de beste worden in de partijgeschiedenis, althans volgens peilingen die de FrP 35% geven. Dat het zover niet komt is alweer het gevolg van interne ruzies en problemen. Vicepartijleider Terje Søviknes raakt betrokken in een seksschandaal en diverse lokale afdelingen laten van zich horen. Het meest nog baart de zogenaamde 'bende van zeven', met als vermoedde leider Vidar Kleppe, Hagen zorgen. Hij slaagt erin ze uit de partij te sluiten, wat dan weer problemen veroorzaakt met hun aanhangers binnen de FrP. Sommigen onder hen vormen een nieuwe groepering, de Demokratene met Vidar Kleppe als voorzitter. Die partij legt nog meer de nadruk op de immigratieproblematiek.

### Richting centrum (2001-2013)

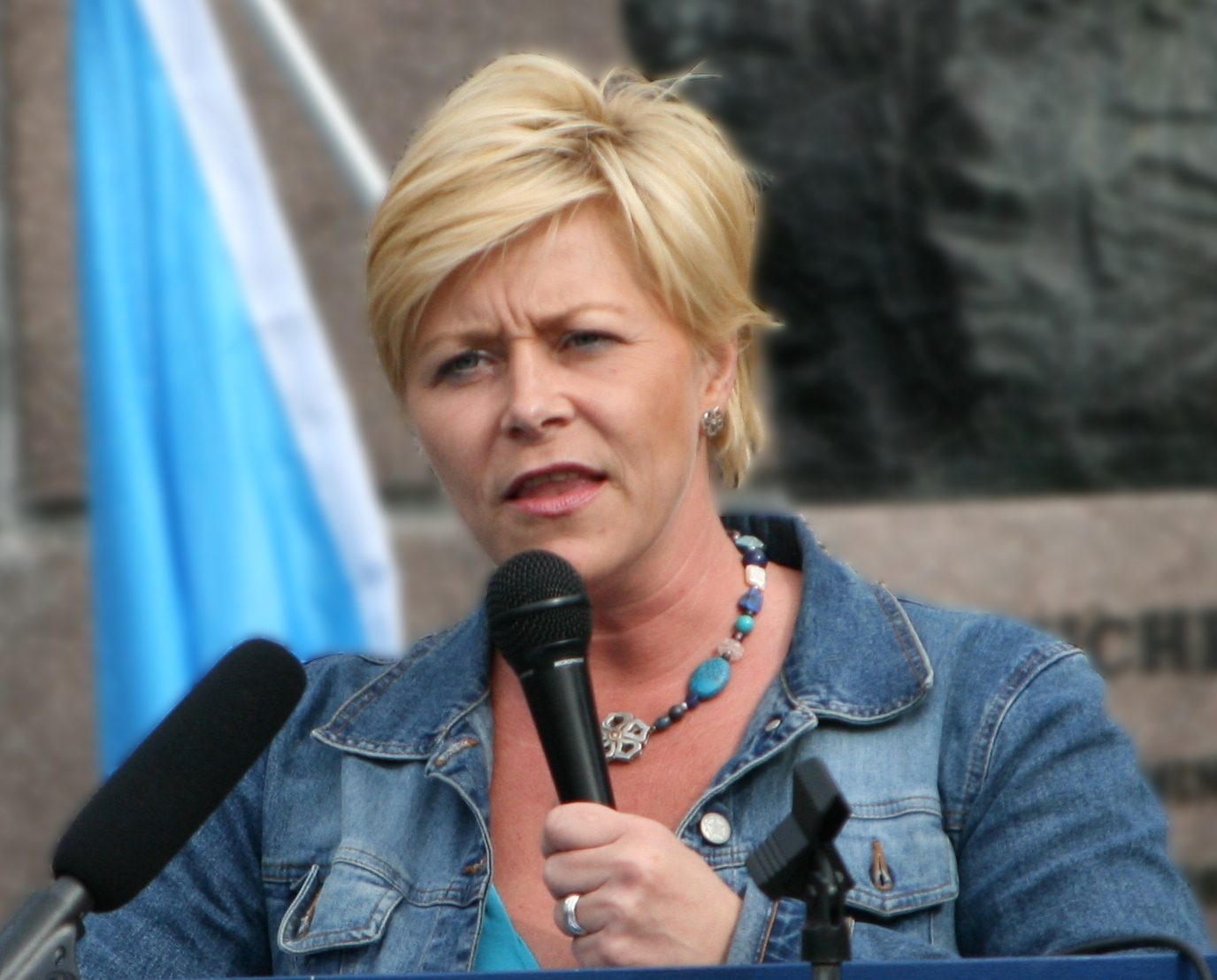
Siv Jensen

Na het verdwijnen van de zevenkoppige bende heeft Hagen de handen vrij om de fundamenten te leggen van de brug naar het centrum. Die moet voor de FrP op termijn leiden tot de regeringsdeelname, die vooralsnog uitblijft. De verkiezingen van 2001 houden de FrP op een status quo ten opzichte van 1997. Bovendien zien geen van de andere partijen een mogelijkheid om met de FrP in zee te gaan.
De lokale verkiezingen van 2003 worden een groot succes, net als de nationale verkiezingen twee jaar later. De partij blijft de tweede grootste en komt voor het eerst boven de twintig percent uit. Een jaar later, in 2006, treedt Hagen na 27 jaar terug als partijleider. De 36-jarige Siv Jensen wordt zijn opvolgster. Jensen krijgt de taak de samenwerking met andere rechtse, liberale en conservatieve partijen vorm te geven.
De parlementsverkiezingen van 2009 lijken voor de FrP een gewonnen zaak (volgens de peilingen 30%), ware het niet dat Høyre ter rechterzijde een verbazend goede campagne voert. De Arbeiderpartiet wordt er intussen van beticht FrP-thema’s te ‘stelen’. Als we de peilingen mogen geloven dan verkrijgt de FrP samen met de conservatieven voor het eerst een virtuele meerderheid in april 2010.
De FrP mocht het dan wel erg goed doen bij verkiezingen, regeringsdeelname zat er niet in. Dat kwam doordat geen enkele partij samen met de FrP in een regering wilde stappen. Oorzaak daarvan was vooral de immigratiepolitiek die de FrP belooft te voeren. De liberalen en de christendemocraten weigerden sowieso, enkel de conservatieven namen de zaak in overweging. Bovendien zou het voor de FrP zelf uitgesloten zijn een regering te steunen waarvan men zelf geen deel zou uitmaken.
Op lokaal vlak ligt de situatie iets anders. Daar werkt men in sommige gemeentes samen met de Arbeiderpartiet en zelfs de Sosialistisk Venstreparti. Dat laatste vooral vanuit electorale overwegingen. Bij de lokale verkiezingen van 2011 wordt de FrP de grote verliezer: de partij verliest meer dan 6% van de stemmen en strandt op 11,4%. Dit was een gevolg van de terroristische aanslagen van Anders Behring Breivik, die oud-lid was van de partij.

### Regeringspartij (2013-2020)

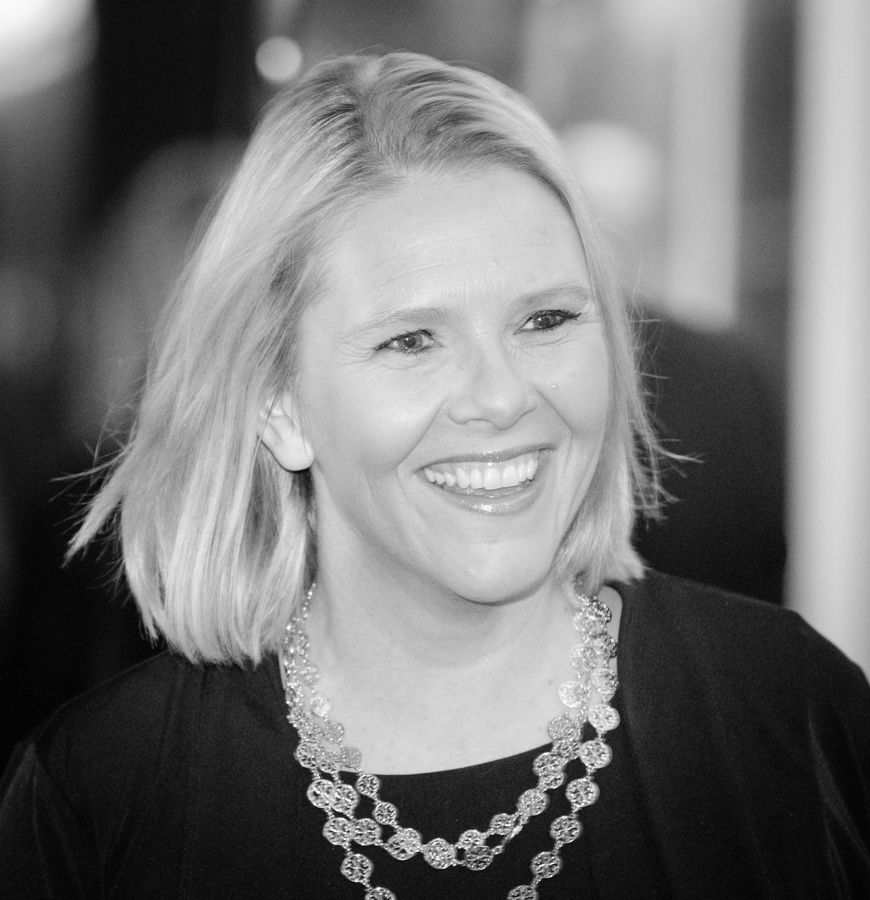
Sylvi Listhaug

Tijdens de bekendmaking van de verkiezingsuitslagen voor de Kamerverkiezingen in september 2013, wordt het duidelijk dat Frp veel zetels verliest. De partij gaat terug naar 16,3% van het totaal aantal stemmen en wordt zo de derde partij van Noorwegen. Op 16 oktober 2013 treedt de partij desondanks toe tot een rechts minderheidskabinet geleid door Erna Solberg van de partij Høyre (conservatief) met gedoogsteun van Venstre en christendemocraten. Daarmee ruilt de partij voor de eerste de oppositiebanken in voor een regeringsdeelname. De partij krijgt 7 van de 18 ministerposten, waarbij Siv Jensen Minister van Financiën wordt. De overige ministerposten die door Fremskrittspartiet bekleed worden gaan naar Solveig Horne (Jeugd), Ketil Solvik-Olsen (Mobiliteit, Ruimtelijke Ordening & Openbare Werken), Robert Eriksson (Werkgelegenheid), Tord Lien (Olie & Energie), Anders Anundsen (Justitie) en Sylvi Listhaug (Landbouw).

### Opnieuw oppositie
De partij trad in januari 2020 uit de regering nadat deze besloten had een aantal IS-vrouwen en kinderen uit een vluchtelingenkamp in Syrië te evacueren. Een jaar later maakte partijleider Siv Jensen bekend dat zij zich bij de verkiezingen voor de Storting in september 2021 niet meer kandidaat zou stellen en ook terugtrad als partijleider. Zij werd opgevolgd door Sylvi Listhaug. Bij de Noorse parlementsverkiezingen 2021 verloor men zes zetels, waardoor het met 21 mandaten in het Storting is vertegenwoordigd. Het voerde ook na de verkiezingen oppositie, aangezien er een rood-groene meerderheid ontstond.

## Ideologie

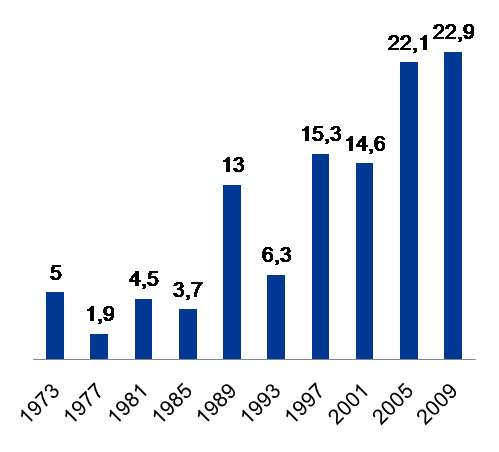
Stemmenpercentage sinds 1973

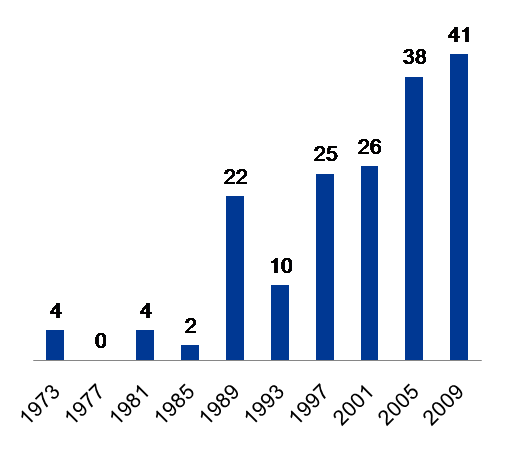
Zetels in het Storting sinds 1973

De Fremskrittspartiet ziet zichzelf als een ‘liberale volkspartij’ en omschrijft haar ideologie als zijnde klassiek liberalisme. De partij wordt beschouwd als een conservatief-liberale en soms ook als een populistische partij.
In de jaren 1980 gaat van populisme over op libertarisme. In de jaren negentig daalt het belang van het libertarisme binnen de FrP en wordt de partij opnieuw een meer rechtse populistische ideologie toegedicht. Recent probeert de partij enkele van haar standpunten te matigen, teneinde een regeringscoalitie met andere partijen mogelijk en aanvaardbaar te maken.

### Kernthema's
De kernthema’s van de FrP zijn immigratie, misdaad, ontwikkelingssamenwerking en ouderenzorg. Wat betreft het eerste thema, immigratie, wil de partij immigranten die de taal leren en een job hebben aanvaarden. Wie niet aan de voorwaarden voldoet moet volgens de partij worden teruggestuurd, aangezien deze personen niet zouden bijdragen aan de samenleving. In theorie heeft men dus geen enkel probleem met ‘immigratie’ op zich. Hiermee positioneert de FrP zich aan de rechterkant van het politieke spectrum. Toch zijn er ook partijstandpunten, zoals die omtrent ouderenzorg, die men aanziet als zijnde ‘links’. In 2001 specificeert Hagen overigens dat de positie van de FrP tussen Høyre en de Arbeiderpartiet in ligt. Toch wordt de FrP over het algemeen beschouwd als de meest rechtse van Noorwegen.
De toetreding tot de Europese Unie van Noorwegen vindt de FrP niet aan de orde, en een nieuw referendum daarover moet er volgens de partij niet komen. Onderzoek heeft aangetoond dat een kleine meerderheid van de aanhang en de parlementsleden tegen lidmaatschap gekant is. Het partijprogramma zegt echter dat de partij trouw de keuze van het volk wil volgen, wanneer een volksraadpleging er zou komen. In het conflict in het Midden-Oosten wordt de FrP gezien als de partij die het meest aan de kant van Israël staat.

## Partijleiders
- Anders Lange (1973-1974)
- Eivind Eckbo (1974-1975) (interim)
- Arve Lønnum (1975-1978)
- Carl I. Hagen (1978-2006)
- Siv Jensen (2006-2021)
- Sylvi Listhaug (2021-